# Milan Čajdík
Milan Čajdík (* 12. června 1946 Zlatná na Ostrove) je český voják, válečný veterán, slovenské národnosti, účastník mírových operací OSN a NATO.

## Vojenská kariéra
Absolvoval Gymnázium Jana Keplera v Praze, poté byl přijat ke studiu na Vojenské vysoké škole týlového a technického zabezpečení v Žilině. Vzdělání si doplnil dvouletým postgraduálním studiem na Vojenské akademii v Brně a následně byl zařazen na pozici zástupce velitele pro týl u dělostřeleckého pluku v Českých Budějovicích. Do roku 1989 působil v aktivní vojenské službě v různých logistických funkcích.

### Mírové mise OSN
Po roce 1989 se nechal převelet k Výcvikovému středisku Mírových sil Organizace spojených národů v Českém Krumlově. Zde spoluzakládal první prapor rychlého nasazení mírových sil OSN, se kterým odjel na začátku roku 1992 na misi do bývalé Jugoslávie, kde strávil s přestávkami necelé tři roky. Mezi lety 1994 až 1995 měl jakožto člen skupiny vojenských pozorovatelů v Bosně a Hercegovině za úkol monitorovat dodržování podmínek příměří, které vycházely z tzv. Daytonské dohody.

### Mírové mise NATO
Následně pracoval na Generálním štábu Armády České republiky, kde se zaměřoval na přípravu dalších vojenských pozorovatelů. Dále byl nasazen v misích SFOR a IFOR pod vedením NATO jako přidělenec českého kontingentu na velitelství mírových sil IFOR a SFOR v Záhřebu. Poté byl ustanoven zástupcem náčelníka Okresní vojenské správy v Českých Budějovicích. Na této pozici setrval až do odchodu do důchodu v hodnosti podplukovníka v roce 2001.

## Péče o válečné veterány
Je jedním ze zakládajících členů znovuobnovené Československé obce legionářské, v roce 2004 se stal předsedou Jednoty ČsOL Jihočeského kraje a krajským místopředsedou Sdružení válečných veteránů ČR. Od počátku se zapojil do projektu Péče o novodobé válečné veterány, kterým pomáhal po návratu z misí při uplatnění na trhu práce. V této činnosti pokračuje v současnosti jako krajský koordinátor a předseda Jednoty ČsOL České Budějovice.

## Pocty a vyznamenání

### Československá vojenská vyznamenání
- Medaile Za zásluhy o obranu vlasti
- Medaile Za službu vlasti

### Česká vojenská vyznamenání
- Záslužný kříž ministra obrany České republiky – II. stupeň (2021)[2]
- Záslužný kříž ministra obrany České republiky – III. stupeň (2011)
- Medaile Armády České republiky – III. stupeň
- Medaile NATO za službu v Jugoslávii
- Medaile OSN – UNPROFOR
- Čestný pamětní odznak 50 let NATO
- Čestný pamětní odznak za službu v misi IFOR
- Čestný pamětní odznak Za službu míru
- Pamětní odznak Výcvikové základny mírových sil Český Krumlov

### Slovenská vojenská vyznamenání
- Pamětní medaile k 60. výročí ukončení druhé světové války

### Ocenění
- Medaile Za zásluhy – udělena primátorem města České Budějovice v roce 2021[4]
- Záslužný kříž Sdružení válečných veteránů ČR III. a II. stupně
- Pamětní medaile Sdružení válečných veteránů ČR
- Pamětní odznak Sdružení válečných veteránů ČR – Mírové operace na území bývalé Jugoslávie
- Pamětní medaile ČsOL II. stupně
- Pamětní medaile ČsOL „1914–1918 / 1939–1945“
- Pamětní medaile 100 let ČsOL (2021)
- Pamětní medaile Sdružení válečných veteránů ČR – 30. výročí mise UNPROFOR (2022)